# Plethysmochaeta marmorata
Plethysmochaeta marmorata är en tvåvingeart som beskrevs av Schmitz 1929. Plethysmochaeta marmorata ingår i släktet Plethysmochaeta och familjen puckelflugor. Inga underarter finns listade i Catalogue of Life.